# 엘바산 아레나
엘바산 아레나(알바니아어: Elbasan Arena)는 알바니아 엘바산에 위치한 축구 경기장으로 KF 엘바사니의 홈 구장으로 사용되고 있으며, 12,800명을 수용할 수 있다. 알바니아 축구 국가대표팀의 경기에도 사용되고 있다.

## 역사
1967년에 루주디 비주타 경기장(알바니아어: Ruzhdi Bizhuta Stadion)이라는 이름으로 개장하였다. 2014년 2월 재건축 후 2014년 10월 8일에 재개장하였다. 개장 이후에는 줄곧 KF 엘바사니의 홈 구장으로만 이용되었다. 과거에 알바니아 축구 국가대표팀의 홈 구장으로 사용되던 스타디우미 체말 스타파가 재건축을 시작하게 된 이후에는 스타디우미 로로 보리치와 함께 알바니아 축구 국가대표팀의 경기에 사용되고 있다.

### 2014년 재건축
엘바산 아레나는 경기를 충분히 치를 수 있는 환경이였지만 자체적으로 재정비를 위한 공사를 실시했다. 550만 유로가 투자되었고 UEFA 경기장 분류에 등급을 받을 수 있도록 2014년 2월부터 공사가 진행되었다. 조명등, 12,500석의 새로운 좌석, 탈의실, 점수판 등 여러 요소들이 새로 설치되면서 엘바산 아레나는 최신식 경기장으로 거듭나게 된다. 이를 계기로 엘바산 아레나는 UEFA 경기장 분류에서 4성급 경기장으로 분류되었다.
2014년 10월에 완공되었으며 알바니아 축구 국가대표팀은 2014년 10월 11일에 있던 UEFA 유로 2016 예선 I조 덴마크 축구 국가대표팀과의 경기로 첫 경기를 갖게 되었다. 해당 경기는 1 대 1 무승부로 끝났다.

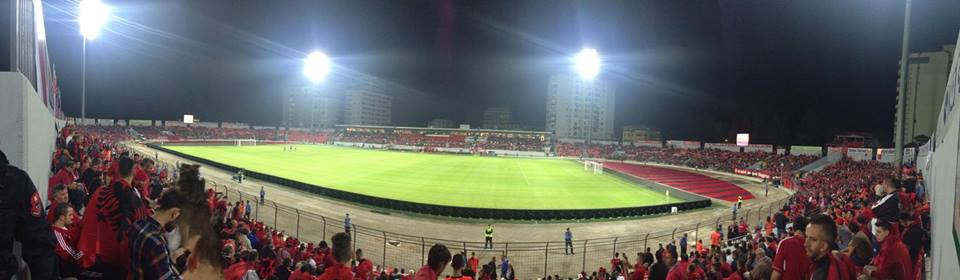
관중들의 응원이 한창인 엘바산 아레나